# Ampittia
Ampittia is een geslacht van vlinders van de familie dikkopjes (Hesperiidae), uit de onderfamilie Hesperiinae.

## Soorten
- A. capenas (Hewitson, 1868)
- A. dalailama (Mabille, 1876)
- A. dioscorides (Fabricius, 1793)
- A. maroides De Nicéville, 1896
- A. nanus (Leech, 1890)
- A. parva Aurivillius, 1925
- A. trimacula (Leech, 1891)
- A. virgata (Leech, 1890)